# 15907 Robot
15907 Robot este o planetă minoră (asteroid) din centura de asteroizi. A fost descoperită pe 6 octombrie 1997 la Ondřejovská hvězdárna⁠(d) de Petr Pravec⁠(d) și a fost numită după robot. 
Obiectul prezintă o orbită caracterizată de o semiaxă mare de 2,2957828 UAi, o excentricitate de 0,13, o înclinație de 5,33623 ° în raport cu ecliptica.